# Truth of Touch
Truth of Touch è il sedicesimo album in studio del compositore greco Yanni, pubblicato nel 2011.

## Tracce
1. Truth of Touch – 4:13
2. Echo of a Dream – 3:58
3. Seasons – 3:57
4. Voyage – 3:36
5. Flash of Color – 3:17
6. Vertigo – 3:28
7. Nine – 5:33
8. Can't Wait – 4:09
9. Guilty Pleasure – 3:48
10. O Luce Che Brilla Nell'oscurità – 4:04
11. I'm So – 4:37
12. Long Way Home – 3:26
13. Yanni & Arturo – 5:56
14. Mist of a Kiss – 4:29
15. Secret – 4:03